# 狸县
狸县，中国战国县名，故址在今河北任丘市北。
战国燕邑，前236年入赵。《史记·赵世家》载：悼襄王九年（前236）“赵攻燕，取貍、阳城” 。战国赵三孔布有“呆”布，有大小型。何琳仪隶作㠯，即《说文》之㭒，以为“从木，㠯（已）声……俚，或从里”，即三孔布之㭒应读狸 。依其说，则赵置狸县。至秦灭赵后，县废。